# Mercenary (groupe)
 (avril 2021).
Mercenary est un groupe de death metal mélodique danois, originaire d'Aalborg. Bien qu'ils soient souvent classés dans le genre du death metal mélodique, leur musique est aussi teintée de power metal, ainsi que de thrash metal à leurs débuts.

## Biographie

### Débuts (1991–2001)
Mercenary est formé en 1991 sous l'idée originale de Henrik « Kral » Andersen, à Aalborg, au Danemark. Après la sortie de deux démos, Domicile (1993) et Gummizild (1994), ils signent avec le label Black Day Records, et sortent un EP de quatre titres, Supremacy en 1996. En 1997, ils signent avec le label danois Serious Entertainment, et publient, en 1998, leur premier album studio intitulé, First Breath. 

### Everblacket11 Dreams(2002–2005)
En 2002, le groupe décide d'élargir leur son avec l'arrivée du pianiste Morten Sandager, qui y contribue grandement avec son clavier, aussi bien que son frère Mikkel qui aide à développer le chant dans leur chansons. Cette nouvelle composition du groupe ajoute une nouvelle dimension à leur son, incorporant plus de mélodie dans leur musique. La renommée de Mercenary augmente cette année avec leur apparition au festival ProgPower aux États-Unis, ainsi qu'avec la sortie de leur deuxième album, Everblack. 
C'est après cela que le groupe se sépare du batteur Rasmus Jacobsen, pensant qu'il passait trop peu de temps avec le groupe et trop dans d'autres projets. Pendant cette période, le guitariste Signar Petersen quitte également le groupe, pour des raisons personnelles. Deux vieux amis de Kral (le batteur Mike Park Nielson, qu'il rencontre en 1993 à un concert à Copenhague et Martin Buus Pedersen, que Kral connut quand il avait 17 ans et qu'il travaillait dans un magasin de musique, alors que Martin testait une guitare) viendront les remplacer, et avec ce nouveau line-up, Mercenary signe avec Century Media Records. 
En 2004, Mercenary publie son troisième album, 11 Dreams. Il leur permet de se populariser à l'échelle internationale. Cette même année, Mercenary tourne avec Evergrey, et plus tard Brainstorm lors d'une tournée en Europe. Ils jouent aussi à la 16e édition du Wacken Open Air en 2005 et jouent en soutien à Nevermore plus tard dans l'année.

### The Hours that Remain(2006)
En fin mars 2006, le groupe annonce le départ de Kral. Mikkel Sandager explique que son départ s'est fait car « il était trop éloigné de sa famille... et essayait de concilier vie familiale et groupe pendant 15 ans. Je crois qu'il en a eu marre de ça. » Désormais un quintette, le groupe écrit et enregistre son quatrième album avec Mikkel Sandager au chant, et Jacob Hansen à la basse. Le 7 avril 2006, le groupe termine ses enregistrements aux Jacob Hansens Studios. Peu après, le groupe recrute le bassiste et chanteur René Pedersen en remplacement de Kral. 
Entre le 19 et le 20 mai 2006, au Saegfestival (organisé à Greding, en Allemagne), Mercenary joue pour la première fois sur scène avec Pedersen. C'est à ce concert qu'ils jouent Soul Decision, une chanson de leur futur quatrième album. Le 1er août 2006, Mercenary publie une compilation composée de leurs premières démos, Retrospective, et le 22 août leur album, The Hours that Remain. En septembre 2006, Mercenary se joint à plusieurs groupes comme Evergrey, Epica, et Jørn Lande au festival ProgPower. 

### Divers albums (depuis 2007)
Le 21 octobre 2007, ils annoncent une suite à l'album The Hours that Remain. Le 12 décembre 2007, le groupe annonce la fin des enregistrements. Huit jours plus tard, ils révèlent le titre : Architect of Lies. Il est publié le 25 mars 2008. Le 11 novembre 2009, ils annoncent le départ de Mikkel, Morten, et Mike. Le 23 novembre 2009, ils annoncent une nouvelle formation.
Le 23 décembre 2010, le groupe publie une chanson de son futur album, Metamorphosis. L'album Metamorphosis est publié en 2011. Le 26 juillet 2013, le groupe publie l'album Through Our Darkest Days. Cette même année, ils annoncent une tournée européenne entre août et septembre. En 2014, ils publient le clip de la chanson Welcome the Sickness, issu de leur album.

## Membres

### Membres actuels
- Jakob Mølbjerg – guitare rythmique (depuis 1994)
- Martin Buus – guitare solo (depuis 2002), claviers, chœurs (depuis 2009)
- René Pedersen – basse, chant guttural (depuis 2009), chant clair (depuis 2009)
- Peter Mathiesen – batterie (depuis 2011)

### Anciens membres
- Jakob Johnsen – batterie (1991–1993)
- Hans Jørgen Andersen – guitare rythmique (1991–1994)
- Andreas W. Hansen – basse (1991–1994)
- Nikolaj Brinkman – guitare solo (1994–2000)
- Signar Petersen – guitare solo (2000–2002)
- Rasmus Jacobsen – batterie (1993–2002)
- Henrik « Kral » Andersen – basse (1994–2006), chant guttural (1991–2006), guitare solo (1991–1993)
- Mike Park Nielsen – batterie (2002–2009)
- Morten Sandager – claviers (2002–2009)
- Mikkel Sandager – chant clair (2002–2009)
- Morten Løwe – batterie (2009–2011)

## Discographie

### Albums studio
- 1998 : First Breath
- 2002 : Everblack
- 2004 : 11 Dreams
- 2006 : The Hours that Remain
- 2008 : Architect of Lies
- 2011 : Metamorphosis
- 2013 : Through Our Darkest Days
- 2023 : Soundtrack For The End Times

### EP
- 1996 : Supremacy

### Compilations
- 2006 : Mercenary

### Démos
- 1993 : Domicile
- 1994 : Gummizild

## Vidéographie
- Firesoul (de 11 Dreams)
- My World is Ending (de The Hours that Remain)
- Isolation (de Architect of Lies)
- The Endless Fall de (Architect of Lies)
- Through the Eyes of the Devil (de Metamorphosis)